# Parasamoa
Parasamoa is een geslacht van hooiwagens uit de familie Samoidae.
De wetenschappelijke naam Parasamoa is voor het eerst geldig gepubliceerd door C.J.Goodnight & M.L.Goodnight in 1957. 

## Soorten
Parasamoa is monotypisch en omvat slechts de volgende soort:
- Parasamoa gressitti